# Walter Egan
Walter Eugene Egan (2 de junho de 1881 — 12 de setembro de 1971) foi um golfista norte-americano que competiu na década de 1890 e início de 1990. Competiu nos Jogos Olímpicos de Verão de 1904, onde foi integrante da equipe norte-americana que conquistou a medalha de ouro.
Primo do também golfista Chandler Egan.